# Кизилташ (футбольний клуб)
ПФК «Кизилташ» — футбольний клуб з міста Бахчисарай, заснований 2 травня 2016 року. У дебютному сезоні Відкритого чемпіонату Криму сезону 2016/17 «Кизилташ» представляв місто Ялту, з сезону 2017/18 являє місто Бахчисарай. У 2016 році клуб позиціонувався як перший кримськотатарський футбольний клуб. Неофіційним гімном клубу є національна мелодія ялибойська (південнобережна) Хайтарма.

## Історія
Спочатку «Кизилташ» був міні-футбольною командою з шести гравців.Пізніше керівництво команди вирішило розвивати команду для гри у великий футбол і запросити в неї футболістів з усього Криму, материкової Росії і України В кінці серпня 2016 року клуб був презентований як «перша в історії кримськотатарська футбольна команда». У презентації брав участь Глава опікунської ради клубу «Кизилташ» депутат Державної Думи РФ Руслан Ісмаїлович Бальбек.
Дебютний матч відбувся 3 вересня 2016 року у відкритому чемпіонаті Криму сезону 2016/17 серед чоловічих аматорських команд. Президент Кримського футбольного союзу Юрій Ветоха розповів, що «в кожній з восьми команд кримської Прем'єр-ліги грають від шести до восьми кримськотатарських футболістів», тому можна припускати, що команда «Кизилташ» буде вдалою, хоча припускати успішність команди рано без знання остаточного складу гравців.
За підсумками Відкритого чемпіонату Криму сезону 2016/17 клуб отримав право виступати в чемпіонаті Прем'єр-ліги Кримського футбольного союзу. Перший сезон в чемпіонаті Прем'єр-ліги КФС «Кизилташ» завершив на п'ятому місці, набравши 32 очка.
У березні 2019 року «Кизилташ» прибув до Туреччини на свій перший міжнародний матч, в якому повинен був зіграти з «Істанбулспором», однак Меджліс кримськотатарського народу розгорнув кампанію з протидії цій зустрічі. МЗС України також включився в таку протидію і направив до Туреччини ноту протесту проти товариського матчу за участю кримського клубу. В результаті такого тиску Турецька футбольна федерація рекомендувала клубу «Істанбулспор» не брати участь в грі з «Кизилташем». У відповідь «Кизилташ» розгорнув в соціальних мережах флешмоб «Кизилташ не зупинити» і провів-таки товариську гру з місцевим клубом «Кучукчекмедже», в якій переміг з рахунком 1:3.
У сезоні 2018/19 «Кизилташ» посів в турнірній таблиці шосте місце.
Після припинення догравання Кримської прем'єр-ліги в сезоні 2019/20 через пандемію коронавірусу «Кизилташ» посів в таблиці 5 місце.

## Керівництво
- Президент Куршутов Альберт
- Віце-президент: Яячік Ельдар

## Тренери
- Февзі Ебубекіров (07.2016-07.2017)[3]
- Енвер Сейдаметов (07.2017-15.08.2017)[4]
- Роман Войнаровський (16.08.2017-21.01.2018)[5]
- Вадим Хафізов (23.01.2018-03.06.2018)[6]
- Володимир Мартинов (25.06.2018-12.11.2018)
- В'ячеслав Жигайлов (13.11.2018 — 12.2018)[7]
- Енвер Сейдаметов (01.2019 — 11.04.2019)
- В'ячеслав Жигайлов (12.04.2019 — 30.07.2019)
- Анатолій Скворцов (31.07.2019—)[8][9]

## Досягнення

### Національні турніри
- Бронзовий призер Відкритого чемпіонату Криму 2016/2017
- П'яте місце в Чемпіонаті Прем'єр-ліги Кримського футбольного союзу (сезон 2017/18)
- Шосте місце в Чемпіонаті Прем'єр-ліги Кримського футбольного союзу (сезон 2018/19)
- Срібний призер XVIII Республіканського турніру з футболу пам'яті МСМК В. Юрковського

## Історія виступів
| Сезон   | Ліга             | Ліга  | Ліга | Ліга | Ліга | Ліга | Ліга | Ліга | Ліга | Ліга                     | Кубок КФС | Джерела |
| Сезон   | Дивізіон         | Місце | І    | В    | Н    | П    | МЗ   | МП   | О    | Бомбардир                | Кубок КФС | Джерела |
| ------- | ---------------- | ----- | ---- | ---- | ---- | ---- | ---- | ---- | ---- | ------------------------ | --------- | ------- |
| 2016/17 | Об. чемпіонат РК | 3     | 23   | 15   | 1    | 7    | 51   | 34   | 46   |                          | 1/8       | [ 10 ]  |
| 2017/18 | Прем'єр-ліга КФС | 5     | 28   | 9    | 5    | 14   | 39   | 46   | 32   | Дмитро Бровкін (8 голів) | 1/4       |         |
| 2018/19 | Прем'єр-ліга КФС | 6     | 16   | 5    | 4    | 7    | 15   | 19   | 19   |                          | 1/4       |         |

## Примітка
1. ↑  Илья Изотов (Симферополь) (27 березня 2019). ПФК "Кызылташ" из Бахчисарая выиграл первый международный матч в Стамбуле. Российская газета. Архів оригіналу за 4 Червня 2020. Процитовано 6 червня 2020. {{cite web}}: Cite має пусті невідомі параметри: |description= та |accessyear= (довідка)
2. ↑  Премьер-лига(Крым). Flashscore (ранее Myscore). Архів оригіналу за 2 Лютого 2021. Процитовано 28 Січня 2021.
3. ↑  Профіль футболіста на сайті FootballFacts.ru (рос.)  — Эбубекиров Февзи Ситсильманович
4. ↑  Профіль футболіста на сайті FootballFacts.ru (рос.)  — Сейдаметов Энвер Радиванович
5. ↑  Профіль футболіста на сайті FootballFacts.ru (рос.)  — Войнаровский Роман Васильевич
6. ↑  Тренеры на ФК Кызылташ сайте FootballFacts.ru. Архів оригіналу за 2 Липня 2020. Процитовано 28 Січня 2021.
7. ↑  Профіль футболіста на сайті FootballFacts.ru (рос.)  — Жигайлов Вячеслав Иванович
8. ↑  Севастопольский тренер Анатолий Скворцов возглавил бахчисарайский «Кызылташ». Архів оригіналу за 7 Лютого 2021. Процитовано 28 Січня 2021.
9. ↑  Тренеры и персонал клуба Кызылташ — сайт клуба. Архів оригіналу за 1 Лютого 2021. Процитовано 28 Січня 2021.
10. ↑  Чемпионат Республики Крым 2016/17 Открытый чемпионат Футбол (англ.). www.goalstream.org. Архів оригіналу за 19 Червня 2019. Процитовано 13 червня 2017.